# West Betuwe
West Betuwe est une commune néerlandaise, située en province de Gueldre. Elle est née de la fusion de Geldermalsen, Neerijnen et Lingewaal le 1er janvier 2019.

## Géographie

### Communes limitrophes
| Vijfheerenlanden ( Utrecht)                                            | Culemborg   | Buren                        |
|                                                                        | West Betuwe | Tiel                         |
| Gorinchem ( Hollande-Méridionale), Molenlanden ( Hollande-Méridionale) | Zaltbommel  | Maasdriel, West Maas en Waal |

Plan détaillé de la commune de West Betuwe

## Galerie

West Betuwe
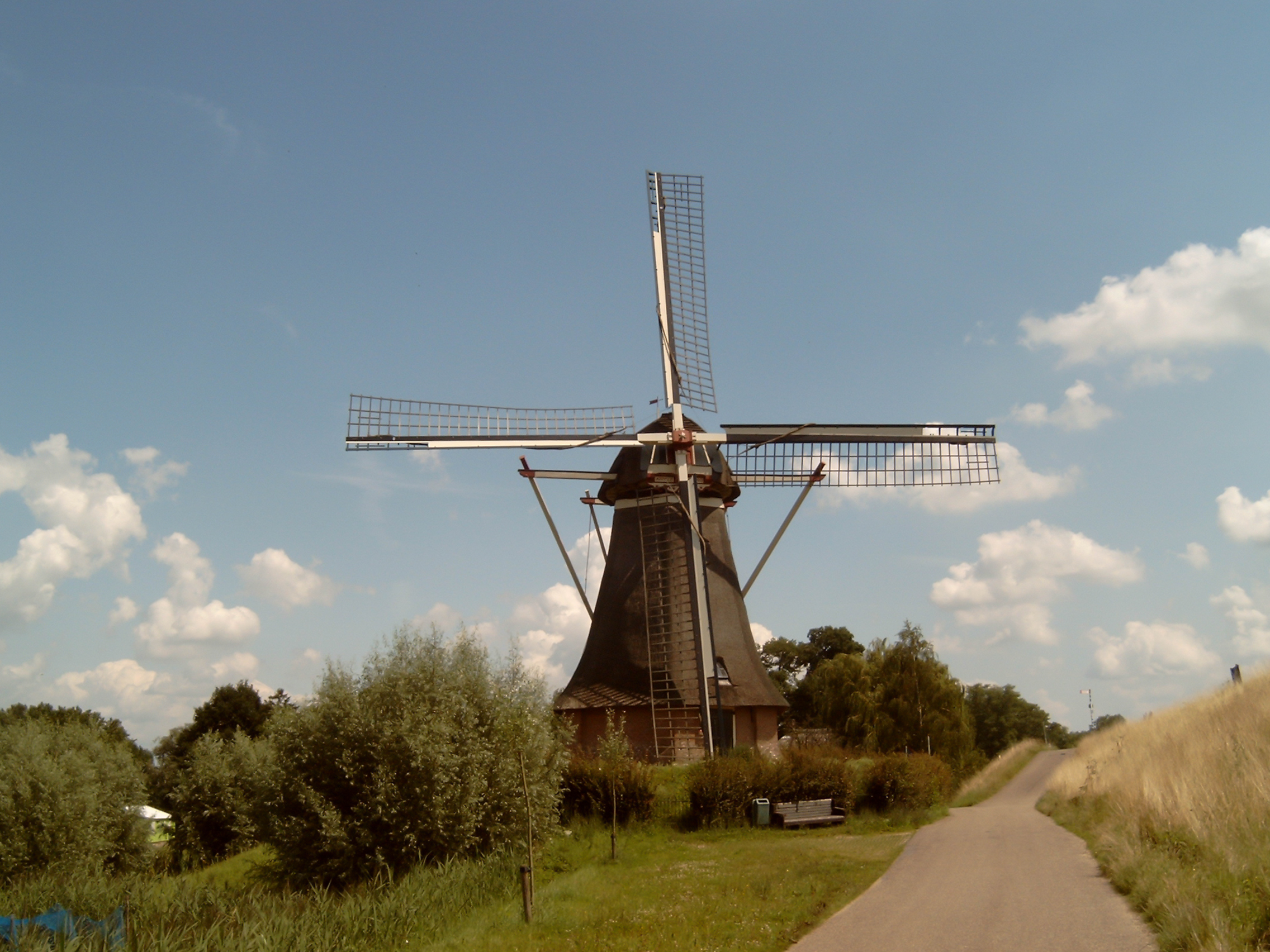
Waardenburg, le moulin
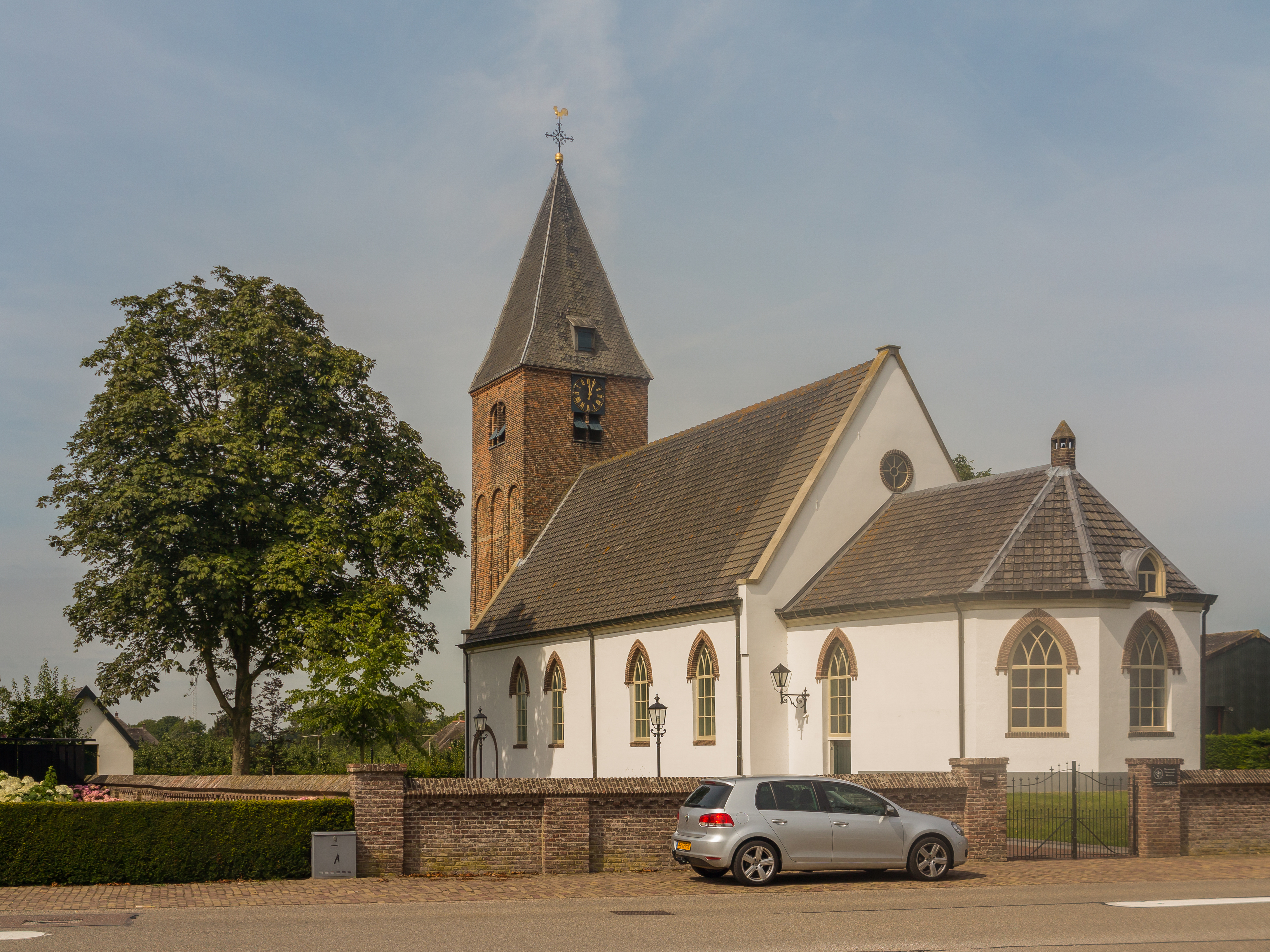
Meteren, l'église protestante
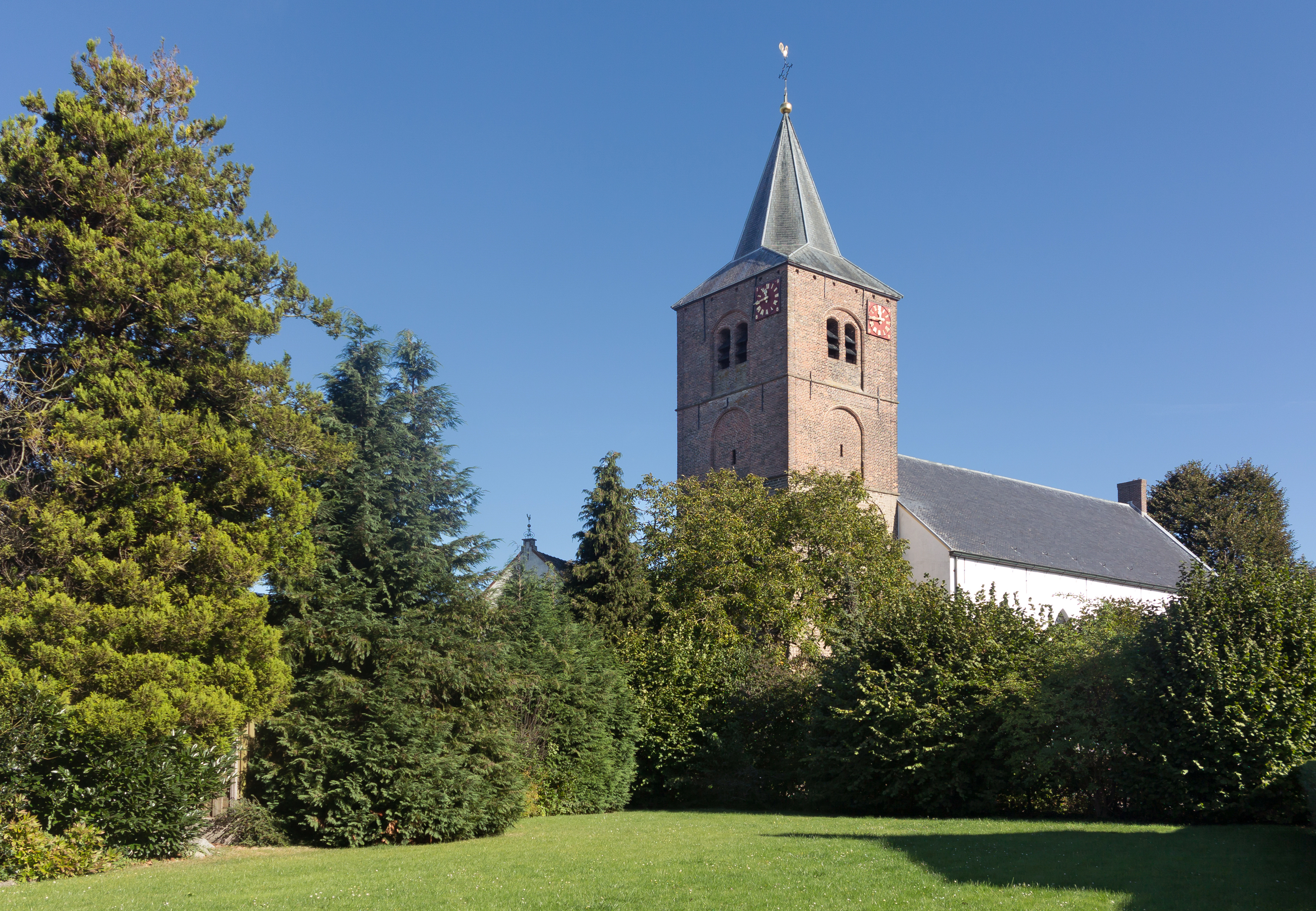
Deil, l'église protestante
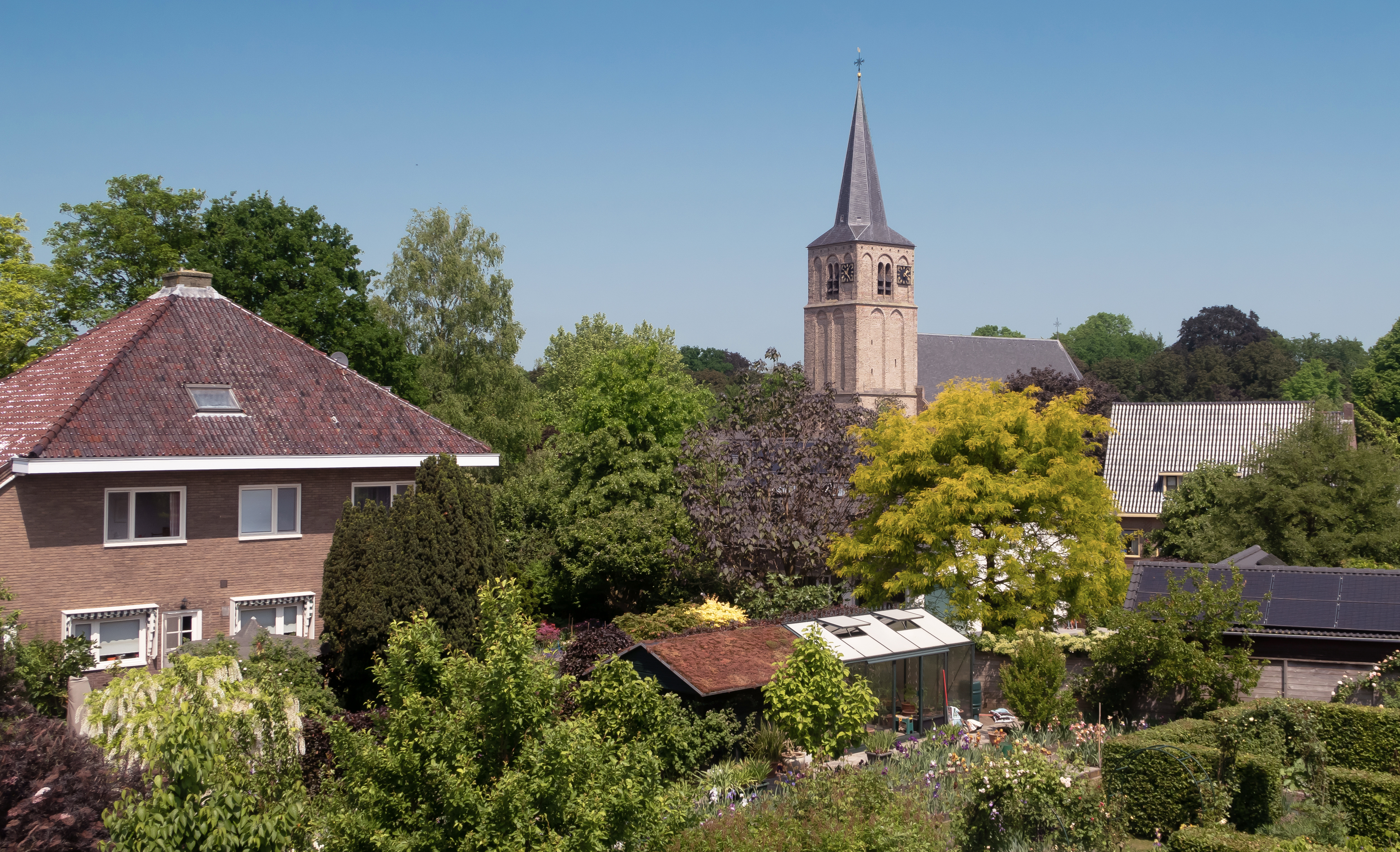
Ophemert, vue sur le village
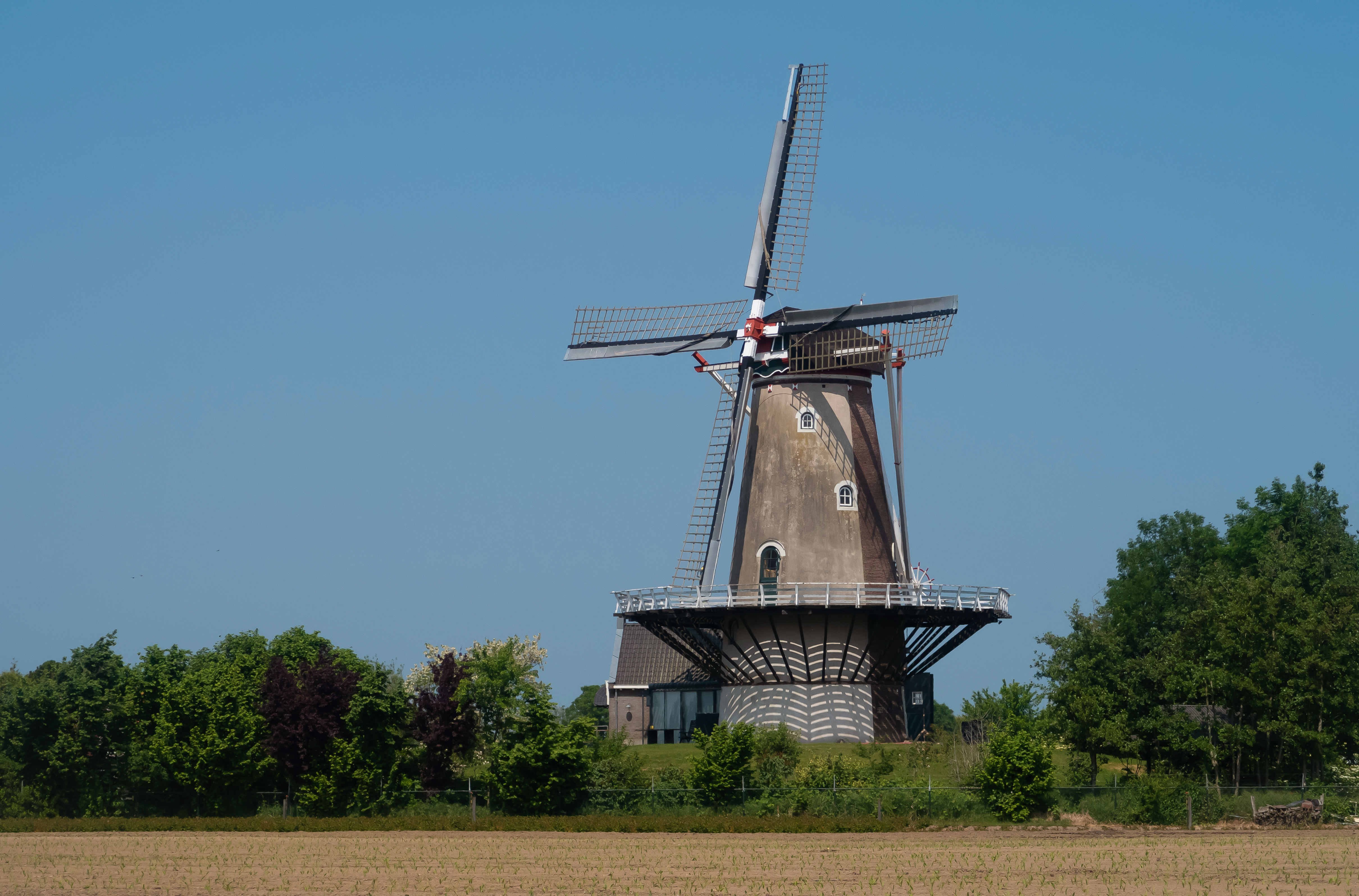
Varik, le moulin

## Politique et administration

### Liste des bourgmestres successifs
| Portrait                                                            | Identité                                             | Période          | Période          | Durée               | Étiquette               |
| Portrait                                                            | Identité                                             | Début            | Fin              | Durée               | Étiquette               |
| ------------------------------------------------------------------- | ---------------------------------------------------- | ---------------- | ---------------- | ------------------- | ----------------------- |
| Pas de portrait sous licence libre disponible pour Harry Keereweer. | Par intérim : Harry Keereweer (d) (né le 8 mai 1949) | 1er janvier 2019 | 21 novembre 2019 | 10 mois et 20 jours | Parti travailliste      |
| Servaas Stoop                                                       | Servaas Stoop (d) (né le 8 mai 1962)                 | 22 novembre 2019 |                  |                     | Parti politique réformé |